# One Hour by the Concrete Lake
One Hour by the Concrete Lake es el segundo álbum de la banda sueca de metal progresivo Pain of Salvation, publicado en julio de 1998 a través de InsideOut Music. Es un álbum conceptual acerca de un hombre y su reflexión al viajar en el mundo al ver los desastres del poder nuclear y sus desechos, el desplazamiento de los pueblos indígenas, la industria armamentística y los descubrimientos humanos.
Fue publicado primero en Japón en 1998 y posteriormente lo hizo en Europa, Sudamérica y Estados Unidos, antes que el anterior álbum del grupo, Entropia; por ello se pensó que One Hour by the Concrete Lake era el álbum debut de Pain of Salvation.
El orden cronológico de las canciones del álbum discurre a la par que su concepto, al contrario que en Entropia, y está basado en varios lugares reales (como el lago Karachai en Rusia o las Black Hills en Estados Unidos). El sonido en general es más oscuro que en su predecesor, con un ambiente más industrial en las guitarras. Daniel Gildenlöw ha reconocido, aunque a regañadientes, que este es el álbum que menos le gusta de Pain of Salvation.

## Lista de canciones
1. "Spirit of the Land" (Music: D. Gildenlöw) 0:43
Part of the Machine:
2. "Inside" (D.Gildenlöw/D.Magdic/K.Gildenlöw/F.Hermansson) 6:12
3. "The Big Machine" (D.Gildenlöw/D.Magdic) 4:21
4. "New Year's Eve" (D.Gildenlöw) 5:37
Spirit of Man:
5. "Handful of Nothing" (D.Gildenlöw) 5:39
6. "Water" (D.Gildenlöw/D.Magdic) 5:05
7. "Home" (D.Gildenlöw) 5:44
Karachay:
8. "Black Hills" (D.Gildenlöw) 6:32
9. "Pilgrim" (D.Gildenlöw) 3:17
10. "Shore Serenity" (D.Gildenlöw) 3:13
11. "Inside Out" (D.Gildenlöw/D.Magdic/F.Hermansson) 6:37

## Personal
- Daniel Gildenlöw - voz, guitarra
- Fredrik Hermansson - teclados, samplers
- Johan Hallgren - guitarra, voz
- Johan Langell - batería, percusión, voz
- Kristoffer Gildenlöw - bajo, voz

- Datos: Q1189259